# Utilitarismo negativo
El utilitarismo negativo (en inglés: Negative utilitarianism=NU) es una forma de consecuencialismo negativo que se puede describir como la opinión de que las personas deben minimizar la cantidad total de sufrimiento agregado, o que deben minimizar el sufrimiento y luego, en segundo lugar, maximizar la cantidad total de felicidad. Puede considerarse como una versión del utilitarismo que da mayor prioridad a la reducción del sufrimiento (utilidad negativa o "desutilidad") que al aumento del placer (utilidad positiva). Esto difiere del utilitarismo clásico, que no afirma que reducir el sufrimiento sea intrínsecamente más importante que aumentar la felicidad. Ambas versiones del utilitarismo sostienen que las acciones moralmente correctas y moralmente incorrectas dependen únicamente de las consecuencias para el bienestar agregado general. "Bienestar" se refiere al estado del individuo.
Como consecuencia de ello, el utilitarismo negativo se diferencia de otros puntos de vista consecuencialistas, como el prioritarismo negativo o el igualitarismo consecuencialista negativo. Si bien estas otras teorías también apoyan la minimización del sufrimiento, le dan un peso especial a la reducción del sufrimiento de aquellos que están en peor posición.
Algunos autores utilizan el término "utilitarismo negativo" para denotar la teoría de que reducir el bienestar negativo es lo único que en última instancia importa moralmente. Otros distinguen entre versiones "fuertes" y "débiles" del utilitarismo negativo, donde las versiones fuertes solo se preocupan por reducir el bienestar negativo, y las versiones débiles dicen que tanto el bienestar positivo como el negativo importan, pero que el bienestar negativo importa más
Otras versiones del utilitarismo negativo difieren en cuánto peso le dan al bienestar negativo ("desutilidad") en comparación con el bienestar positivo (utilidad positiva), así como en las diferentes concepciones de lo que es el bienestar (utilidad). Por ejemplo, el utilitarismo de preferencia negativa dice que el bienestar en un resultado depende de las preferencias frustradas. El utilitarismo hedonista negativo piensa en el bienestar en términos de experiencias placenteras y desagradables.
El término "utilitarismo negativo" fue introducido por R. Ninian Smart en 1958 en su respuesta a La sociedad abierta y sus enemigos de Karl Popper. Smart también presentó el argumento más famoso contra el utilitarismo negativo: que el utilitarismo negativo implicaría que un gobernante que es capaz de destruir instantáneamente y sin dolor a la raza humana tendría el deber de hacerlo. Además, todo ser humano tendría la responsabilidad moral de suicidarse, previniendo así sufrimientos futuros.Otros autores han respaldado versiones de este argumento.

## Historia
El término "utilitarismo negativo" fue introducido por R. N, Smart en su respuesta de 1958 al libro de Karl Popper La sociedad abierta y sus enemigos, publicado en 1945. Popper había destacado la importancia de prevenir el sufrimiento en las políticas públicas. Las ideas del utilitarismo negativo tienen similitudes con tradiciones reigiosas como el jainismo y el budismo. Se ha dicho que el filósofo griego antiguo Hegesias de Cirene fue "uno de los primeros exponentes de la teoría". En tiempos más recientes, se pueden encontrar ideas similares al utilitarismo negativo en los trabajos del psicólogo del siglo XIX Edmund Gurney, quien escribió:

Siempre quedará suficiente sufrimiento para plantear la cuestión de la deseabilidad... de la estancia en la tierra una pregunta a la que los números responderán... negativamente... Cuando olvidamos el dolor, o lo subestimamos, o hablamos de personas "acostumbrándonos a ello"', estamos perdiendo de vista lo que realmente es el universo que deseamos concebir adecuadamente.

## Versiones
Al igual que otros tipos de utilitarismo, el utilitarismo negativo puede tomar muchas formas según las afirmaciones específicas que se tomen para constituir la teoría. Por ejemplo, el utilitarismo de preferencia negativa dice que la utilidad de un resultado depende de las preferencias frustradas y satisfechas. El utilitarismo hedonista negativo piensa en la utilidad en términos de estados mentales hedónicos como el sufrimiento y el desagrado. El utilitarismo de preferencia negativa promedio (Negative Average Preference Utilitarianism) hace las mismas suposiciones sobre lo que es bueno que el utilitarismo de preferencia negativa, pero establece que el número promedio (por individuo) de preferencias frustradas debe minimizarse. Las versiones del utilitarismo (negativo) también pueden diferir en función de si importan las consecuencias reales o esperadas, y si el objetivo se establece en términos del resultado promedio entre los individuos o la utilidad neta total (o la falta de desutilidad) entre ellos. El utilitarismo negativo puede apuntar a optimizar el valor del resultado o puede ser un utilitarismo negativo satisfactorio, según el cual se debe tomar una acción si y solo si el resultado es lo suficientemente valioso (o tiene un desvalor suficientemente bajo). Una forma clave en la que los utilitarismos negativos pueden diferir entre sí es con respecto a cuánto peso le dan al bienestar negativo (disutility) en comparación con el bienestar positivo (utilidad positiva). Esta es un campo relevante de variación porque la diferencia clave entre el utilitarismo negativo y los tipos de utilitarismo no negativos es que el utilitarismo negativo da más peso al bienestar negativo.

### El peso del mal (disutility=efectos negativos)
Los filósofos Gustaf Arrhenius y Krister Bykvist desarrollan una taxonomía de puntos de vista utilitaristas negativos basada en cómo estos sopesan los efectos negativos frente a la utilidad. En total, distinguen entre 16 tipos de utilitarismo negativo. Primero distinguen entre negativismo fuerte y negativismo débil . El negativismo fuerte "da todo el peso a los efectos negativos" y el negativismo débil "da algo de peso a la utilidad positiva, pero más peso a la efectos negativos". Los subtipos discutidos más comúnmente son probablemente dos versiones de utilitarismo negativo débil llamado utilitarismo negativo "léxico" y "umbral léxico". De acuerdo con el utilitarismo negativo "léxico", la utilidad positiva gana peso solo cuando los resultados son iguales con respecto a los efectos negativos. Es decir, la utilidad positiva funciona como un desempate en el sentido de que determina qué resultado es mejor (o menos malo) cuando los resultados considerados tienen los mismos efectos negativos. El utilitarismo negativo del "umbral léxico" dice que hay ciertos efectos negativos, por ejemplo algún sufrimiento extremo, tales que ninguna utilidad positiva puede contrarrestarlo. El utilitarismo negativo "basado en el consentimiento" es una especificación del utilitarismo negativo de umbral léxico, que determina dónde debe ubicarse el umbral. Dice que si un individuo está sufriendo y en ese momento no está de acuerdo en continuar sufriendo para obtener algo más en el futuro, entonces el sufrimiento no puede ser compensado por ninguna felicidad.

### Otras distinciones entre versiones del utilitarismo negativo
Thomas Metzinger propone el "principio del utilitarismo negativo", que es la idea amplia de que el sufrimiento debe minimizarse cuando sea posible. Mario Bunge escribe sobre el utilitarismo negativo en su Tratado de Filosofía Básica, pero en un sentido diferente al de la mayoría. En la interpretación de Bunge, en el utilitarismo negativo se trata de no hacer daño. En contraste, la mayoría de las otras discusiones sobre el utilitarismo negativo lo toman como un deber tanto de no dañar como de ayudar (al menos en el sentido de reducir el bienestar negativo = negative well-being).
La axiología tranquilista, estrechamente relacionada con el utilitarismo negativo, afirma que "un momento experiencial individual es tan bueno como puede ser para el si y solo si no tiene ansias de cambio". Según el tranquilismo, la felicidad y el placer no tienen valor intrínseco, sino solo instrumental. Desde esta perspectiva, las experiencias positivas superficialmente parecen tener un valor intrínseco porque sustituyen, distraen o alivian el sufrimiento o la insatisfacción que un agente habría enfrentado en ausencia de las mismas.

## El destructor (exploder) benévolo del mundo
En el artículo de 1958 donde R. N. Smart introdujo el término "utilitarismo negativo", argumentando en su contra, afirmó que el utilitarismo negativo implicaría que un gobernante que fuera capaz de destruir instantáneamente y sin dolor a la raza humana, "un destructor benévolo mundial", tendría el deber de hacerlo. Este es el argumento más famoso contra el utilitarismo negativo, y está dirigido contra versiones suficientemente fuertes del mismo. Muchos autores han respaldado este argumento, y algunos han presentado contraargumentos. 

### Cooperación entre diferentes sistemas de valores
Una posible respuesta a este argumento es que solo una interpretación ingenua del utilitarismo negativo respaldaría la destrucción del mundo. La conclusión puede mitigarse señalando la importancia de la cooperación entre diferentes sistemas de valores. Hay buenas razones consecuencialistas por las que uno debe cooperar con otros sistemas de valores y es particularmente importante evitar hacer algo dañino para otros sistemas de valores. La destrucción del mundo violaría fuertemente muchos otros sistemas de valores y, por lo tanto, sería poco cooperativa. Dado que hay muchas formas de reducir el sufrimiento que no infringen otros sistemas de valores, tiene sentido que los utilitaristas negativos se centren en estas opciones. En una interpretación extendida del utilitarismo negativo, se considera la cooperación con otros sistemas de valores y la conclusión es que es mejor reducir el sufrimiento sin violar otros sistemas de valores.

### Eliminar versus reducir los efectos negativos
Otra respuesta al argumento del destructor benévolo del mundo es que no distingue entre eliminar y reducir el bienestar negativo, y que el utilitarismo negativo debería formularse plausiblemente en términos de reducir y no eliminar. Un contraargumento a esa respuesta es que la eliminación es una forma de reducción, similar a cómo el cero es un número.

### Intentar destruir el mundo sería contraproducente
Varios filósofos han argumentado que intentar destruir el mundo (o matar a muchas personas) sería contraproducente desde una perspectiva utilitaria negativa. Uno de esos argumentos es proporcionado por David Pearce, quien dice que "planificar e implementar la extinción de toda la vida sensible no podría emprenderse sin dolor. Incluso contemplar tal empresa provocaría angustia. Por lo tanto, un utilitarista negativo no está obligado a argumentar a favor de la solución apocalíptica". Pearce aboga en cambio por el uso de la biotecnología para eliminar el sufrimiento del mundo vivo, y dice que "la felicidad de por vida puede ser genéticamente preprogramada". Una respuesta similar a la tesitura de que deberíamos matar a los miserables y necesitados, es que rara vez enfrentamos opciones políticas y que "de todos modos, existen excelentes razones utilitaristas para evitar tal política", ya que la gente se enteraría y se volvería aún más miserable y temerosa". La respuesta de las preguntas frecuentes sobre el utilitarismo negativo a la pregunta "3.2 ¿Deberían las NU intentar aumentar el riesgo de extinción?" comienza con "No, eso sería muy malo incluso para los estándares de NU".

### La vida podría volver a evolucionar de peor manera
Algunas respuestas al argumento del destructor benévolo adoptan la forma de que incluso si el mundo fuera destruido, eso sería o podría ser malo desde una perspectiva utilitaria negativa. Una de esas respuestas proporcionada por John W. N. Watkins es que incluso si la vida fuera destruida, la vida podría evolucionar nuevamente, quizás de una manera peor. Entonces, el destructor de mundos necesitaría destruir la posibilidad de vida, pero eso está, en principio, más allá del poder humano.  A esto, J. J.C Smart responde:

También estoy un poco desconcertado por el comentario de Watkin de que el minimizador del dolor tendría que destruir la "posibilidad misma" de la vida. Si las formas sensibles de vida fueran totalmente destruidas, sería muy poco probable que evolucionaran. Esto se basa en la suposición, sostenida por algunos expertos, de que la evolución de formas superiores de vida en la tierra dependió de muchos accidentes afortunados. Si este no es el caso, entonces el destructor de mundos benévolo debería asegurarse de que "todas" las formas de vida sean destruidas, incluso las bacterias, las plantas y los insectos, pero si esto fuera imposible, el destructor de mundos podría haber asegurado al menos un mundo libre de dolor. durante cientos de millones de años por venir. En cualquier caso, el ejemplo de mi hermano era el de un "explosor" mundial, y creo que esto aseguraría la destrucción de "toda" la vida en la tierra. Por supuesto que podría haber vida sensible en planetas de estrellas distantes. Sin duda, el explotador de mundos no puede hacer nada al respecto, incluso con los recursos de una física futura, pero su deber utilitario negativo no sería hacer lo imposible, sino minimizar el sufrimiento tanto como esté a su alcance. .

Pero en su artículo The expected value of extinction risk reduction is positive (El valor esperado de la reducción del riesgo de extinción es positivo), Brauner y Grosse-Holz citan a David Pearce :

Por ejemplo, uno podría suponer ingenuamente que un utilitarista negativo daría la bienvenida a la extinción humana. Pero solo los (trans)humanos, o nuestros posibles sucesores superinteligentes, son técnicamente capaces de eliminar las crueldades del resto del mundo vivo en la Tierra. Y solo los (trans)humanos, o más bien nuestros posibles sucesores superinteligentes, son técnicamente capaces de asumir la administración de todo nuestro volumen de Hubble.

### Ser muerto sería un gran mal
Otra respuesta citada con frecuencia al argumento del "destructor mundial" es que morir sería un gran mal. Erich Kadlec defiende el utilitarismo negativo y aborda el argumento del destructor de mundos benévolo (parcialmente) de la siguiente manera: "[R. N. Smart] también prescinde del hecho generalmente conocido de que a todas las personas (con algunas excepciones en situaciones extremas) les gusta vivir y considerarían ser muertos no como un beneficio, sino como el mayor mal que se les puede hacer".

### Preferencias frustradas
El utilitarismo de preferencia negativa tiene una concepción preferencialista del bienestar. Es decir, es malo para un individuo ver satisfechas sus aversiones (o frustradas sus preferencias), y dependiendo de la versión del utilitarismo negativo, también puede ser bueno para él ver satisfechas sus preferencias. Un utilitarista negativo con tal concepción del bienestar, o cuya concepción del bienestar incluye un componente preferencialista, podría responder al argumento del destructor benévolo de mundos diciendo que la destrucción sería mala porque satisfaría las aversiones de muchos individuos. Arrhenius y Bykvist brindan dos críticas a esta respuesta. En primer lugar, podría afirmarse que las preferencias frustradas requieren que exista alguien que tenga la preferencia frustrada. Pero si todos están muertos, no hay preferencias y, por lo tanto, no hay maldad. En segundo lugar, incluso si una destrucción mundial implicara preferencias frustradas que serían malas desde una perspectiva utilitarista de preferencia negativa, dicho utilitarista negativo aún debería favorecerlo como el menor de dos males en comparación con todas las preferencias frustradas que probablemente existirían. si el mundo siguiera existiendo.
Las Preguntas Frecuentes sobre el Utilitarismo Negativo sugieren dos respuestas al primer tipo de crítica de Arrhenius y Bykvist (la crítica de que si ya no existe nadie, entonces ya no hay preferencias frustradas): La primera respuesta es que las preferencias pasadas cuentan, incluso si el individuo que las tenía no las tiene. ya existe. La segunda es que "en lugar de contar las preferencias pasadas, uno podría mirar el asunto en términos de objetivos de vida. Cuanto más temprana es la muerte de una persona que quiere seguir viviendo, más incumplida es su meta de vida.”  Las preguntas frecuentes sobre el utilitarismo negativo también responden al segundo tipo de crítica de Arrhenius y Bykvist. La respuesta es (en parte) que la crítica se basa en la premisa empírica de que habría más preferencias frustradas en el futuro si el mundo continuara existiendo que si el mundo fuera destruido. Pero ese utilitarismo de preferencia negativa diría que la extinción sería mejor (en teoría), asumiendo esa premisa, no debería contar sustancialmente en contra de la teoría, porque para cualquier punto de vista sobre la ética de la población que asigna un desvalor a algo, uno puede imaginar escenarios futuros tales que la extinción Sería mejor de acuerdo con la vista dada.

### Combinar el utilitarismo negativo con los derechos
Una parte de la respuesta de Clark Wolf a la objeción del destructor benévolo de mundos es que el utilitarismo negativo puede combinarse con una teoría de los derechos. Dice al respecto:

Una forma más directa de abordar este problema sería incorporar una teoría de los derechos, estipulando que, en general, los formuladores de políticas simplemente no tienen derecho a tomar decisiones sobre si vale la pena vivir la vida de los demás, o si deben vivir o morir. Dado que está claro que los políticos no tienen derecho a acabar con los miserables y los indigentes, esta respuesta obtiene el apoyo de nuestras intuiciones morales.

El utilitarismo negativo se puede combinar, en particular, con la teoría de la justicia de Rawls. Rawls conocía las afirmaciones normativas de Popper y puede haber sido influenciado por su preocupación por la peor situación posible.

### El utilitarismo clásico también puede implicar la destrucción del mundo.
Para alguien que cree que el consecuencialismo en general es cierto, pero no está seguro entre el utilitarismo clásico y el negativo, el argumento de la destrucción del mundo no es fatal para el utilitarismo negativo si hay escenarios hipotéticos similares en los que un utilitarista clásico (pero no un utilitarista negativo) sería obligados a destruir el mundo para reemplazar a los muertos por nuevos individuos. Simón Knutsson escribe:
Hay escenarios en los que el utilitarismo tradicional, pero no el utilitarismo negativo, implica que sería correcto matar a todos, a saber, escenarios en los que matar aumentaría el bienestar tanto positivo como negativo y daría como resultado una mayor suma de bienestar positivo menos negativo. El utilitarismo negativo no implica que sería correcto matar a todos en tales escenarios porque, en estos escenarios, matar a todos aumentaría el bienestar negativo. Un ejemplo de tal escenario es que todos los humanos o todos los seres sintientes en la Tierra podrían ser muertos y reemplazados por muchos más seres que, colectivamente, experimentan tanto un bienestar más positivo como un bienestar más negativo, pero con una mayor suma de bienestar positivo. menos el bienestar negativo.

## Otros trabajos
Toby Ord ofrece una crítica del utilitarismo negativo en su ensayo "Por qué no soy un utilitarista negativo", a la que han respondido David Pearce y Bruno Contestabile. Thaddeus Metz, Christopher Belshaw, e Ingmar Persson proporcionan otros puntos de vista críticos del utilitarismo negativo. Por otra parte, Joseph Mendola ha desarrollado una modificación del utilitarismo, y dice que su principio

es una especie de criterio maximin...[Nota: el criterio maximin, tambien llamado criterio de Wald, es una estrategia de decisión conservadora, que está basada en lograr lo mejor de las peores condiciones posibles.] El principio también se asemeja a una forma de utilitarismo familiar del trabajo de Popper y los hermanos Smart, el utilitarismo negativo. Eso también sugiere que debemos preocuparnos ante todo por la eliminación del dolor.

El profesor Henry Hiz escribe favorablemente sobre el utilitarismo negativo. Fabian Fricke publicó el artículo en alemán "Verschiedene Versionen des negativen Utilitarismus", resumiendo que "Examinando varias formas de entender la supuesta prioridad ética del dolor sobre el placer, llego a la conclusión de que ninguna de ellas es satisfactoria como base para una teoría de la benevolencia."  Jonathan Leighton ha defendido el "utilitarismo negativo plus", que sostiene que la reducción del sufrimiento es de suma importancia, al mismo tiempo que valora la existencia continua de los seres sintientes.